# Bruchidius longulus
Bruchidius longulus é uma espécie de insetos coleópteros polífagos pertencente à família Chrysomelidae.
A autoridade científica da espécie é Schilsky, tendo sido descrita no ano de 1905.
Trata-se de uma espécie presente no território português.